# Thomas Jung (Basketballspieler)
Thomas Jung (* 12. Januar 1958 in Hagen) ist ein ehemaliger deutscher Basketballnationalspieler.

## Laufbahn
1975 nahm Thomas Jung mit der bundesdeutschen Kadettennationalmannschaft an der Europameisterschaft dieser Altersklasse in Griechenland teil. Ebenfalls 1975 bestritt er zwei A-Länderspiele für die BRD. 1976 nahm Jung mit der bundesdeutschen Juniorennationalmannschaft an der Europameisterschaft dieser Altersklasse in Spanien teil. Von Juli 1976 bis Juni 1978 war er Soldat in der Sportkompanie der Bundeswehr in Warendorf. Von 1978 bis 1984 studierte er in Heidelberg für das Lehramt.
Jung stand von 1975 bis 1977 im Bundesliga-Aufgebot des SSV Hagen. Ab 1978 verstärkte der Flügelspieler den Bundesligisten USC Heidelberg. 1980 stieg er mit dem USC aus der Bundesliga ab und 1981 wieder von der 2. Basketball-Bundesliga in die höchste Spielklasse auf. Er wechselte anschließend zu KuSG Leimen, wo er auch als Trainer tätig wurde. Später war Jung noch für die Vereine TSV Speyer (ab 1982), TSG Maxdorf und RSG Ludwigshafen als Spieler beziehungsweise Trainer aktiv. Beruflich war er bis Sommer 2019 als Gymnasiallehrer tätig. 1989 gewann die Basketballmannschaft des Friedrich-Magnus-Schwerd-Gymnasiums Speyer unter Jung als Trainer den Bundesschulwettbewerb Jugend trainiert für Olympia.